# قوة نوعية
القوة النوعية أو القوة المعينة يمكن تعريفها بأنها القوة لكل وحدة من الكتلة.
{\displaystyle {\mbox{Specific Force}}={\frac {\mathrm {Force} }{\mathrm {Mass} }}}
القوة النوعية ة يتم حسابها بالمتر لكل ثانية تربيع لذلك فوحدة قياسها تعجلها مرادفة لوحدة قياس التعجيل.

## علم الهايدروليكا
في هايدروليكا القناة المفتوحة، للقوة النوعية (symbol Fs) معنى مختلف:
{\displaystyle F_{s}=y^{2}/2+q^{2}/gy\,}
حيث أن q هي تفريغ الشحنة لكل وحدة عرض و y هو عمق التدفق.